# Syndrome de Rubinstein-Taybi
Pour les articles homonymes, voir Rubinstein.
 Mise en garde médicale
Le syndrome de Rubinstein-Taybi est l’association d’un retard mental, d’un aspect caractéristique de la face, des gros orteils et des pouces. Les malades atteints développent souvent des tumeurs du système nerveux. Décrit pour la première fois en 1963, ce syndrome est causé soit par une microdélétion du chromosome 16p13.3, soit par une mutation des gènes CREBBP et EP300. La microdélétion ou la mutation de ce gène sont retrouvés chez 55 % des malades atteints.
À noter que le docteur Rubinstein reconnaît lui-même que la première description de ce syndrome a été faite en 1957 par des médecins grecs, mais sans la qualifier de maladie génétique.

## Description
La caractéristique de la face n'est le plus souvent manifeste que tard dans l’enfance. Ces caractéristiques incluent : microcéphalie (dans 50 % des cas), voûte du palais très ogivale, orientation en bas et en dehors des fentes palpébrales, ptosis, oreilles bas implantées en rotation postérieure et nez prononcé. Aux extrémités, elles incluent un pouce large et un orteil également large.
Autre caractéristique du syndrome : l’âge moyen de la marche est de 30 mois, les premiers mots à 24 mois, et la propreté est atteinte vers 5 ans. Les autres signes impliquent cryptorchidie et cardiopathie dans 30 % des cas.

## Diagnostic différentiel
Les caractéristiques cliniques de ce syndrome font que le diagnostic est fait rapidement à la naissance. Les principaux diagnostics différentiels à la naissance sont le syndrome de Cornelia de Lange et la trisomie 13. Parfois, il peut être question de syndrome de Pfeiffer, syndrome de Greig et de syndrome d'Apert.

## Personnalités atteintes
- Philippe Ribière, champion handisport d'escalade[3]